# プブリウス・クラウディウス・プルケル (紀元前184年の執政官)
プブリウス・クラウディウス・プルケル（ラテン語: Publius Claudius Pulcher）は、共和政ローマの政務官。紀元前184年にコンスル（執政官）を務めた。父はアッピウス・クラウディウス・プルケル、兄弟には父と同名のアッピウス・クラウディウス・プルケルがいる。

## 経歴
紀元前189年、アエディリス・クルリス（上級按察官）を務めた。ティトゥス・リウィウスによれば、穀物業者に課した罰金で金の盾を作り、カピトリヌスに飾ったという。
紀元前187年、タレントゥム担当プラエトルを務めた。リウィウスは、紀元前188年のプラエトルをプブリウスだとするが、おそらく兄弟のアッピウスのことである。
紀元前185年、カレス市に移民を追加する事業を手がけた。リウィウスによると、この年、コンスル選挙に立候補したが、コンスルを務めていた兄弟のアッピウスが早めに帰国し、反対派の声をものともせず強力にサポートしたという。対立候補はルキウス・アエミリウス・パウッルス・マケドニクス、クィントゥス・ファビウス・ラベオ、そして前187年のプラエトルの一人、セルウィウス・スルピキウス・ガルバで、彼らは一度以上落選したことがあり、ラベオが一番人気であったが、プブリウスは最初のこの選挙で当選することができた
紀元前184年、ルキウス・ポルキウス・リキヌスと共にコンスルを務め、2人でリグリアを担当した。
紀元前181年、ガイウス・カルプルニウス・ピソ (紀元前180年の執政官)らと共に、グラウィスカエに植民する三人委員の一人に選ばれている（エトルリア地方沿岸部）。

## 家族
- アッピウス・クラウディウス・プルケル (紀元前212年の執政官)：父
- アッピウス・クラウディウス・プルケル (紀元前185年の執政官)：兄弟
- ガイウス・クラウディウス・プルケル (紀元前177年の執政官)：兄弟